# Софроній Опуський
Софро́ній Опу́ський (хресне ім'я Симеон; 3 лютого 1758, Острог — 6 липня 1836, Підгірці) — український церковний діяч, священник-василіянин, виконувач обов'язків протоігумена провінції Найсвятішого Спасителя у 1823 році.

## Життєпис
Народився 3 лютого 1758 року в Острозі в сім'ї Івана і Маріанни Опуських. Вивчав риторику в Гощанській василіянській колегії, після чого 20 червня 1777 року вступив до Василіянського Чину на новіціят у Почаївський монастир, де після року випробування 22 червня 1778 склав вічні обіти. Вивчав філософію в монастирі святого Онуфрія у Львові (1778–1781), а в серпні 1781 року переведений на богословські студії до Свято-Юрського монастиря.
1823 року після смерті о. Модеста Гриневецького († 1 квітня 1823), дотеперішнього протоігумена провінції Найсвятішого Спасителя, о. Софроній Опуський як провінційний вікарій перебрав керівництво провінцією. Виконував обов'язки до 16 вересня 1823 року, коли на адміністратора провінції був обраний о. Орест Хомчинський.
У 1828–1831 роках проживав у Жовківському монастирі, а в 1831–1835 роках був ігуменом Підгорецького василіянського монастиря.
Помер 6 липня 1836 року в Підгірцях.